# Michael Billig
Michael Billig, né en 1947, est un universitaire et chercheur en sciences sociales britannique, spécialiste de psychologie sociale expérimentale.
Il est notamment connu pour son influent essai Banal Nationalism — qui a été présenté comme le 4e livre le plus cité sur le nationalisme. —, publié en 1995, où il forge le terme de « nationalisme banal », à travers lequel il décrit comment le nationalisme se manifeste de façon subliminale et continuelle dans un multitude de petits détails de la vie quotidienne — plutôt que dans de grands discours patriotes —, contribuant à une intense uniformisation des représentations mentales. Dans son œuvre, Billig s’est surtout focalisé sur de petits détails discursifs — comme l’utilisation de certains mots ou d’une certaine deixis —, mais il a ouvert la voie à tout un domaine de recherche généralisant cette approche, comme les pièces de monnaie, les timbres postaux, le sport, etc.,,